# Жеферсон Кпану
Жеферсон Кпану (фр. Jefferson Kpanou; 8. септембар 1998) бенински је пливач чија специјалност су спринтерске трке слободним стилом. 

## Спортска каријера
Први наступ на великим међународним такмичењима, Кпану је имао на светском првенству у Будимпешти 2017. где је пливао у квалификацијама обе спринтерске трке слободним стилом. У трци на 50 метара заузео је 115, а на дупло дужој деоници укупно 100. место. Сличне резултате остварио је и две године касније, на првенству у корејском Квангџуу 2019 — 80. место на 50 делфин и 111. позиција у трци на 50 слободно.
Кпану је наступио и на светском првенству у малим базенима 2018. у Хангџоуу, те на афричком првенству у Алжиру. 